# لي تورنبول
لي تورنبول (بالإنجليزية: Lee Turnbull)‏ (27 سبتمبر 1967 في المملكة المتحدة - ) هو مدرب كرة قدم ولاعب كرة قدم بريطاني في مركز الهجوم. لعب مع أستون فيلا وسكونثورب يونايتد ونادي تشيسترفيلد ونادي دونكاستر روفرز ونادي ميدلزبره وويكمب وندررز ونادي هاليفاكس تاون ونادي بارو ودارلينجتون إف سى.

## وصلات خارجية
- لي تورنبول على موقع قاعدة بيانات كرة القدم.إي يو (الإنجليزية)